# Corte Suprema de Casación
La Corte Suprema de Casación (italiano: Corte Suprema di Cassazione) es el más alto tribunal de apelación o tribunal de última instancia de Italia. Tiene su sede en el Palacio de Justicia de Roma.
También vela por la correcta aplicación de la ley en los tribunales inferiores y de apelación y resuelve los litigios sobre qué tribunal inferior (penal, civil, administrativo, militar) tiene jurisdicción para conocer de un determinado caso.

## Miembros y organización
La Corte Suprema de Casación está organizada en dos divisiones: una sección penal y una sección civil. El tribunal tiene un presidente general, el primer presidente de la Corte de Casación, un vicepresidente, y cada sección tiene su propio presidente. Los casos llevados a la Corte Suprema son normalmente atendidos por un panel de cinco jueces. En los casos más complejos, especialmente los que se refieren a cuestiones de interpretación de la ley, un panel ampliado de nueve jueces ("secciones unidas" del tribunal supremo) conoce del caso. Además, en todos los casos que se sometan al Tribunal Supremo, la fiscalía debe declarar su interpretación de la ley aplicable, a fin de ayudar y facilitar a la Corte, con carácter consultivo, la adopción de su decisión definitiva.